# Éric Elmosnino

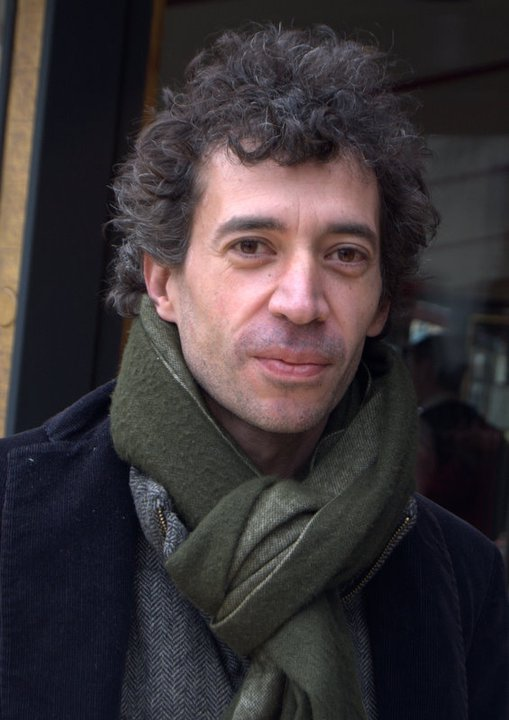
Éric Elmosnino (2011)

Éric Elmosnino (* 2. Mai 1964 in Suresnes, Frankreich) ist ein französischer Schauspieler.

## Leben
Nach seinem Schauspielstudium am Conservatoire national supérieur d’art dramatique spielte Éric Elmosnino am Théâtre des Amandiers.
Seine erste größere Rolle im Kino hatte Elmosnino 1992 als Guillaume de Tonquédecs bester Freund und kurzzeitiger Widersacher Christian Ribet in der Komödie Tableau d’honneur. Es folgten jahrelang Nebenrollen, bis er 2010 seinen Durchbruch zum Star als Titelheld des Biopics Gainsbourg – Der Mann, der die Frauen liebte hatte.

## Filmografie (Auswahl)
- 1985: Her mit den Jungs (À nous les garçons)
- 1986: États d’âme
- 1992: Tableau d’honneur
- 1994: Die Auferstehung des Colonel Chabert (Le colonel Chabert)
- 1996: Bernie
- 1998: Ende August, Anfang September (Fin août, début septembre)
- 1999: La vie ne me fait pas peur
- 2001: Electroménager
- 2001: Freizeitkapitäne (Liberté-Oléron)
- 2001: Veloma
- 2003: Fehler nicht erlaubt (Zéro défaut)
- 2003: Nicht zu verheiraten (Vert paradis)
- 2005: L’œil de l’autre
- 2005: Netter geht’s nicht (Gentille)
- 2007: Actrices – oder der Traum aus der Nacht davor (Actrices)
- 2007: La vie d’artiste
- 2008: Ende eines Sommers (L’heure d’été)
- 2008: Intrusions
- 2009: Der Vater meiner Kinder (Le père de mes enfants)
- 2009: Bancs publics (Versailles rive droite)
- 2009: La guerre des fils de la lumière contre les fils des ténèbres
- 2010: Gainsbourg – Der Mann, der die Frauen liebte (Gainsbourg (Vie héroïque))
- 2010: Toutes les filles pleurent
- 2011: Die Katze des Rabbiners (Le chat du rabbin)
- 2011: Mike
- 2011: Léa
- 2011: Der Krieg der Knöpfe (La guerre des boutons)
- 2011: Familientreffen mit Hindernissen (Le skylab)
- 2012: Ouf
- 2012: Télé gaucho
- 2013: Eine Hochzeit und andere Hindernisse (Des gens qui s’embrassent)
- 2013: Hôtel Normandy
- 2013: Le cœur des hommes 3
- 2014: Sex für Fortgeschrittene (À coup sûr)
- 2014: Verstehen Sie die Béliers? (La famille Bélier)
- 2017: Mein neues bestes Stück (Si j’étais un homme)
- 2021: Mystère: Victorias geheimnisvoller Freund (Mystère)
- 2024: Zorro

## Auszeichnungen (Auswahl)
- 2001: Prix du Syndicat de la critique als Bester Darsteller (Monsieur Armand dit Garrincha)
- 2002: Molière als Bester Nachwuchsdarsteller (Léonce et Léna)
- 2005: Nominierungen für den Molière als Bester Hauptdarsteller (Peer Gynt) und Bester Nebendarsteller (Ivanov)
- 2010: Darstellerpreis des Tribeca Film Festivals (Gainsbourg – Der Mann, der die Frauen liebte)
- 2010: Darstellerpreis des Filmfestivals von Cabourg (Gainsbourg – Der Mann, der die Frauen liebte)
- 2011: Nominierungen für den Étoile d’Or als Bester Hauptdarsteller und Bester Nachwuchsdarsteller (Gainsbourg – Der Mann, der die Frauen liebte)
- 2011: César als Bester Hauptdarsteller (Gainsbourg – Der Mann, der die Frauen liebte)